# Kinon

1,2- och 1,4-bensokinon är de två enklaste kinonerna.

Kinoner är cykliska kolväten med två karbonylgrupper intill varandra eller separerade av en vinylengrupp, alternativt i olika ringar. De är därmed cykliska diketoner. Kinoner kan även vara heterocykler, det vill säga ha ett ringskelett som delvis innehåller andra atomer än kol.
Kinoner är oxiderade derivat av aromatiska ämnen men är själva inte aromatiska. De kan lätt reduceras reversibelt till sin motsvarande dihydroxiform, och i biologin finner man kinoner bland annat i redoxreaktioner; ett sådant exempel är koenzym Q (CoQ).
De enklaste företrädarna är 1,2-bensokinon och 1,4-bensokinon.
- 1,2-bensokinon, även kallad orto-bensokinon eller o-bensokinon, är svårare att framställa och den mest reaktiva av dem båda.[3]
- 1,4-bensokinon kallas även para-bensokinon eller p-bensokinon, och som den mest använda kallas den ofta bara bensokinon.

Kinoner har stor användning inom kemisk industri, bland annat för sina oxiderande egenskaper. Därtill är många kinoner färgrika och används som färgämnen och pigment. De kan även återfinnas i biologiska pigment.

## Exempel på olika kinoner
Kinoner kan delas in i flera undergrupper. Nedan visas några exempel på ämnen i dessa.
- Bensokinoner: fumigatin
- 2,5-dihydroxibensokinoner: atromentin, pedicinin
- Naftokinoner: juglon, vitamin K1
- Antrakinoner: antrakinon, alizarin, purpurin, karminsyra[5]